# It Would Take a Strong Strong Man
It Would Take a Strong Strong Man è un singolo del cantante britannico Rick Astley proveniente come quarto estratto dall'album Whenever You Need Somebody.
Il singolo fu pubblicato il 7 novembre 1988 e raggiunse la prima posizione in Canada, la decima posizione nella classifica statunitense Billboard Hot 100 e la prima posizione per una settimana nella classifica Hot Adult Contemporary. Non fu pubblicato, invece, nel Regno Unito e nella maggior parte dell'Europa.

## Tracce

### 7" single
1. It Would Take a Strong Strong Man – 3:39
2. You Move Me – 3:40

## Classifiche
| Classifica (1988)                           | Posizione massima |
| ------------------------------------------- | ----------------- |
| Canada                                      | 1                 |
| Stati Uniti                                 | 10                |
| Stati Uniti (Hot Adult Contemporary Tracks) | 1                 |
| Stati Uniti (Hot Dance Club Play)           | 8                 |